# Hope Valley (Californië)
Hope Valley is een dal op de oostflank van de Sierra Nevada in de Amerikaanse staat Californië. Hope Valley ligt in Alpine County, ten noordoosten van de Carson Pass en ten zuiden van Lake Tahoe. Door de vallei stroomt de meanderende West Fork Carson River, die gevoed wordt door tal van bergriviertjes. Het dal is licht maanvormig. De valleibodem ligt op 2130 à 2180 meter boven zeeniveau en is vrij breed. Hope Valley wordt aan alle kanten omgeven door bergtoppen van wel 3000 meter hoog. Op het einde versmalt het dal tot een smalle canyon.
De Washo-indianen waren de inheemse bewoners van de vallei. In 1848 trok een Mormon Battalion door het dal en gaf het zijn huidige naam. Tijdens de Californische goldrush was de vallei een belangrijke passage voor migranten en gelukzoekers. Het California Trail en de Pony Express liepen oorspronkelijk door Hope Valley. Begin 20e eeuw werd onderzocht of de vallei, die grotendeels onbebouwd is gebleven, afgedamd kon worden en zo als stuwmeer kon dienen. In de jaren 1980 ijverden omwonenden met succes voor de bescherming van de vallei.
Hope Valley is zo goed als volledig beschermd als deel van het Humboldt-Toiyabe National Forest of de Hope Valley Wildlife Area. De fotogenieke vallei – vermaard om de mooie herfstkleuren – is een toeristische bestemming, populair bij vissers, wandelaars, kampeerders en fietsers in de zomer en langlaufers in de wintermaanden. 